# Ајасе
Ајасе (јап. 綾瀬市) град је у Јапану у префектури Канагава. Према попису становништва из 2017. у граду је живело 84.309 становника.

## Становништво
Према подацима са пописа, у граду је 2017. године живело 84.309 становника.